# Liste der Einträge im National Register of Historic Places im Nome Census Area
Die Liste der Registered Historic Places im Nome Census Area führt alle Bauwerke und historischen Stätten im Nome Census Area des US-Bundesstaates Alaska auf, die in das National Register of Historic Places aufgenommen wurden.

## Brevig Mission
- Teller Mission Orphanage

## Cape Denbigh Peninsula
- Iyatayet Site

## Deering
- Fairhaven Ditch

## Nome
- Anvil Creek Gold Discovery Site
- Cape Nome Mining District Discovery Sites
- Cape Nome Roadhouse
- Discovery Saloon
- Erik Lindblom Placer Claim
- Jacob Berger House
- Snow Creek Placer Claim No. 1
- Old St. Joseph’s Catholic Church
- Swanberg Dredge (Goldbagger)

## Solomon
- Council City and Solomon River Railroad
- Solomon Roadhouse

## St. Lawrence Island
- Gambell Sites

## St. Michael
- Fort St. Michael
- St. Michael Redoubt Site

## Teller
- Norge Storage Site
- Pilgrim Hot Springs

## Unalakleet
- Bureau of Indian Affairs Unalakleet School

## Wales
- Wales Sites